# Campañas de repoblación de Rafal
Estos repartos de tierras figuran en unos documentos pertenecientes al Archivo Histórico del Ayuntamiento de Orihuela. Fueron publicados por el Ayuntamiento de Rafal en el libro de festejos del año 1989. La información la obtuvo el actual sacerdote de la Parroquia de San Martín de Callosa de Segura, Don Joaquín Rodes Roca, por entonces sacerdote en Rafal.

## Primera Repoblación de laVega Baja
La primera repoblación de la Vega Baja tan solo se destinó a Orihuela y sus alrededores. Sería la segunda repoblación de la vega la que poblara a Rafal, que había permanecido un año sin habitar tras la expulsión de la población mudéjar.

## Segunda Repoblación de laVega Baja
A continuación se reproduce el texto en el que figuran los nombres de los cabeza de familia de las 42 familias procedentes de Cataluña y de Aragón que repoblaron Rafal en julio de 1266, figurando además en los documentos las tierras que se le asignaban a cada uno:
Esta es la quadrella de Rahal Al-Wazir, en que ha 740 at:
Pero Seluany, 40 at 

Seluan, 45 at 

Saluo, 30 at 

Bernat d´Aguilar, 20 at 

Johan Alcos, 20 at 

Bernat Franch, 15 at 

Berenguer de Morella, 20 at 

Guillermo de Ripola, 20 at 

García Galindo de Sos, 15 at 

Domingo Pérez de Sos, 15 at 

Pero Janer, 10 at 

Pero des Mas, 10 at 

Lorens de Morella, 15 at 

Pero Morer, 15 at 

Pero de Flandes, 15 at 

García Xemenes de Monfort, 15 at 

Domingo Pérez de Belmont, 15 at 

Martin Lopes, fijo de Martin Domingues, 15 at 

Martin Domingues, 80 at 

A dels Pla, 10 at 

Pero de Gareyn, 15 at 

García Ferrer de Lilmignana, 15 at 

Pero Ferrer de Lilmignana, 20 at 

Guillermo Orombella, 10 at 

Bernat de Flix, 15 at 

Domingo Ferrer, 15 at 

Pedro d´Albua, 10 at 

Ramon de Perens, 20 at 

Pascual de Sancho García, 10 at 

Johan Peres de Seuastian Domingues, 15 at 

Domingo Pescador, 10 at 

Ferrer de Conçentayna, 15 at 

Mannes de García Navarro, 10 at 

García de Guarda, 10 at 

Johan de Alfambra, 10 at 

Mannes de Moya, 10 at 

Domingo Perex de Xea, 20 at 

Cortit Michel de Biota, 15 at 

Pero Ferrer de Rubi, 20 at 

Ramon zes Planes, 10 at 

Martin Lopes de Lannes, 10 at 

Domingo Zaragoza, 15 at 

## Tercera Repoblación de laVega Baja
De las primeras 42 familias que se instalaron en Rafal, 14 abandonaron las tierras o no estuvieron el tiempo de vecindad necesario para mantener vigentes sus contratos de arrendamiento. Por ello, en la tercera repoblación de la comarca en el año 1268, se destinaron varias familias a Rahal Al-Wazir para cubrir bajas. Pero se enviaron sólo a seis familias para cubrir 14 ausencias. Las tierras vacantes fueron repartidas entre las seis familias recién llegadas y entre aquellos que habían obtenido los mejores rendimientos en sus cultivos.
A continuación se expone el texto del documento, en el que se cita en primer lugar a los cabeza de familia que se han ausentado seguido del nuevo reparto:
En la quadrella de Rahal Al-Wazir fiçieron estos absentes que aquí sono escriptos et partieron lures heredades otrosi a aquellos que aquí ueredes que es contenido. Estos son los absentes desde quadrella:
Saluo, 30 at 

Bernat Franch, 15 at 

Guillermo de Ripola, 20 at 

García Xemenes de Monfort, 15 at 

Domingo Pérez de Belmont, 15 at 

Guillermo Orombella, 10 at 

Domingo Peres de Xea, 20 at 

Pascual de Sancho García, 10 at 

Pero Ferrer de Rubi, 20 at 

Domingo Zaragoza, 15 at 

Destas heredades de su dicha dieron a:
Juannes Canilla, 20 at, estes fueran les dé Domingo Peres de Xea

Item, a Bernat d´Aguilar 10 at de meioria

Item, a Domingo Aluares 30 at por heredamiento, estes fueran les dé Saluo

Item, a Jayne Mercader 20 at, estes fueran les dé Guillermo de Ripola

Ferran Miguel, 10 at

García Lops, 10 at

Pablo Ferrer de Rubi, 20 at

## Cuarta Repoblación de laVega Baja
En la cuarta repoblación tan solo se destinó una familia a Rahal Al-Wazir y otras dos familias de las que ya habían residido y se habían marchado regresaron:
Guillem de Gauldia, 10 at en Rahal Al-Wazir

Pascual de Sancho García, 10 at 

Domingo Zaragoza, 15 at 

En el año 1304 los reyes Jaime II de Aragón y Fernando IV de Castilla firmaron la Sentencia Arbitral de Torrelles por el que las tierras de la Vega Baja pasaban a la Corona de Aragón. Por aquel entonces, la repoblación de Rafal estaría completada, aunque en ocasiones se darían casos de repoblaciones enviadas a Rafal para cubrir bajas sobre todo tras épocas de epidemias. Otro periodo de repoblación importante del municipio fue la de 1609 tras la expulsión de los moriscos.